# Kościół św. Jana Kantego w Krasnosielcu
Kościół świętego Jana Kantego w Krasnosielcu – rzymskokatolicki kościół parafialny należący do dekanatu Krasnosielc diecezji łomżyńskiej.

## Historia
Murowana świątynia została wzniesiona w latach 1790–1792 jako trzecia z kolei. Ufundowana została przez Kazimierza Krasińskiego, starostę nowokorczyńskiego, krasnostawskiego i przasnyskiego oraz jego małżonkę Annę z Ossolińskich. Kazimierz Krasiński fundując kościół, spełnił wolę Jana Chryzostoma Krasińskiego, biskupa pomocniczego chełmskiego, kantora płockiego, kanonika kujawskiego i warmińskiego, który był głównym fundatorem świątyni. Kościół został zaprojektowany przez architekta Hilarego Szpilowskiego i reprezentuje styl klasycystyczny. Ukończona świątynia pod wezwaniem św. Jana Kantego, została konsekrowana w dniu 29 września 1799 roku przez biskupa płockiego Onufrego Kajetana Szembeka. 
Świątynia posiada umieszczoną w widocznym miejscu zwieńczenia tarczę ozdobioną herbami Ślepowron, którym pieczętowali się Krasińscy i Topór, którym pieczętowali się Ossolińscy. We wnętrzu znajdują się ambona i chrzcielnica zaprojektowane przez Hilarego Szpilowskiego oraz obrazy namalowane przypuszczalnie przez wybitnego malarza Franciszka Smuglewicza w końcu XVIII wieku.

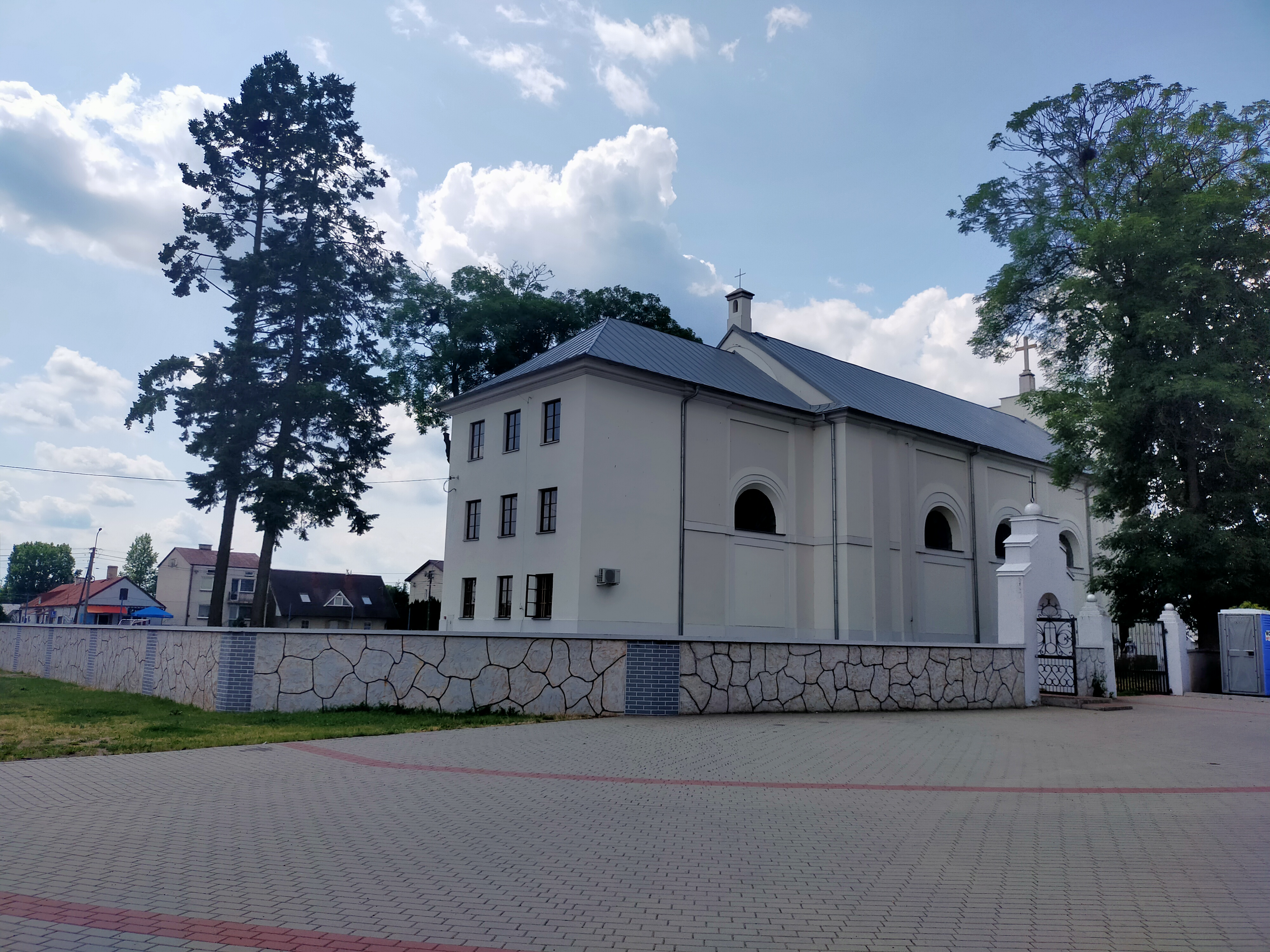
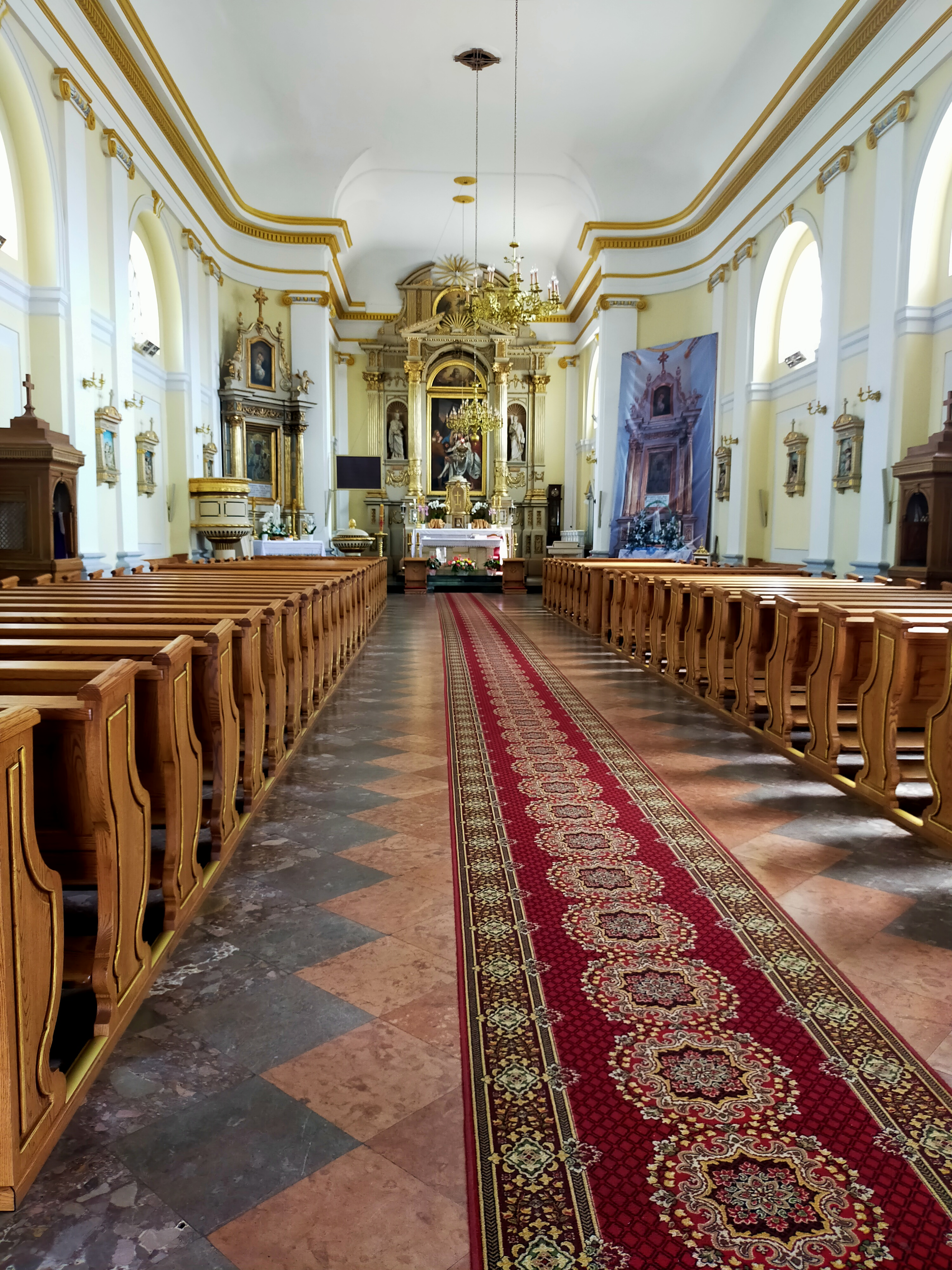
Wnętrze kościoła św. Jana Kantego
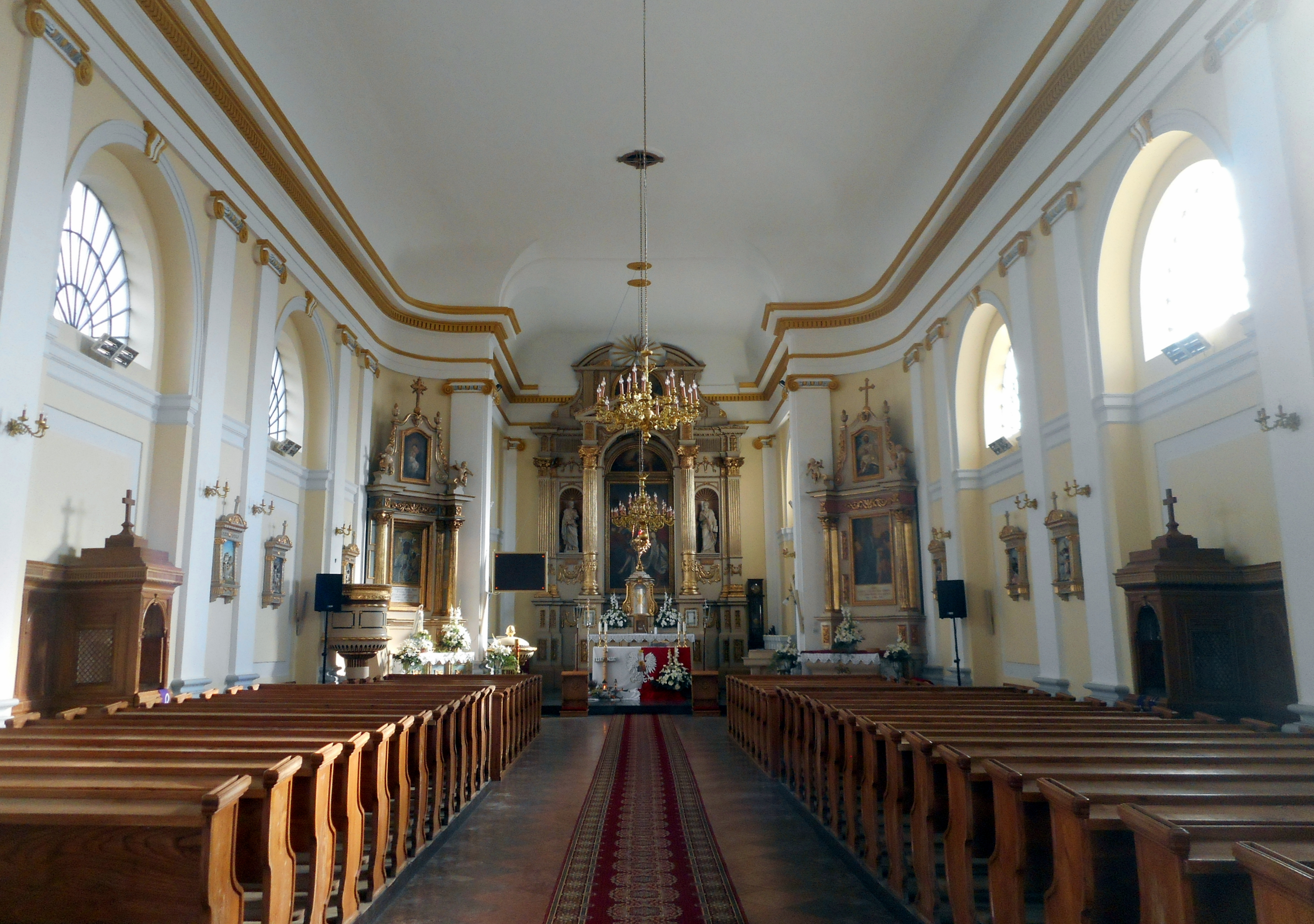
Wnętrze kościoła
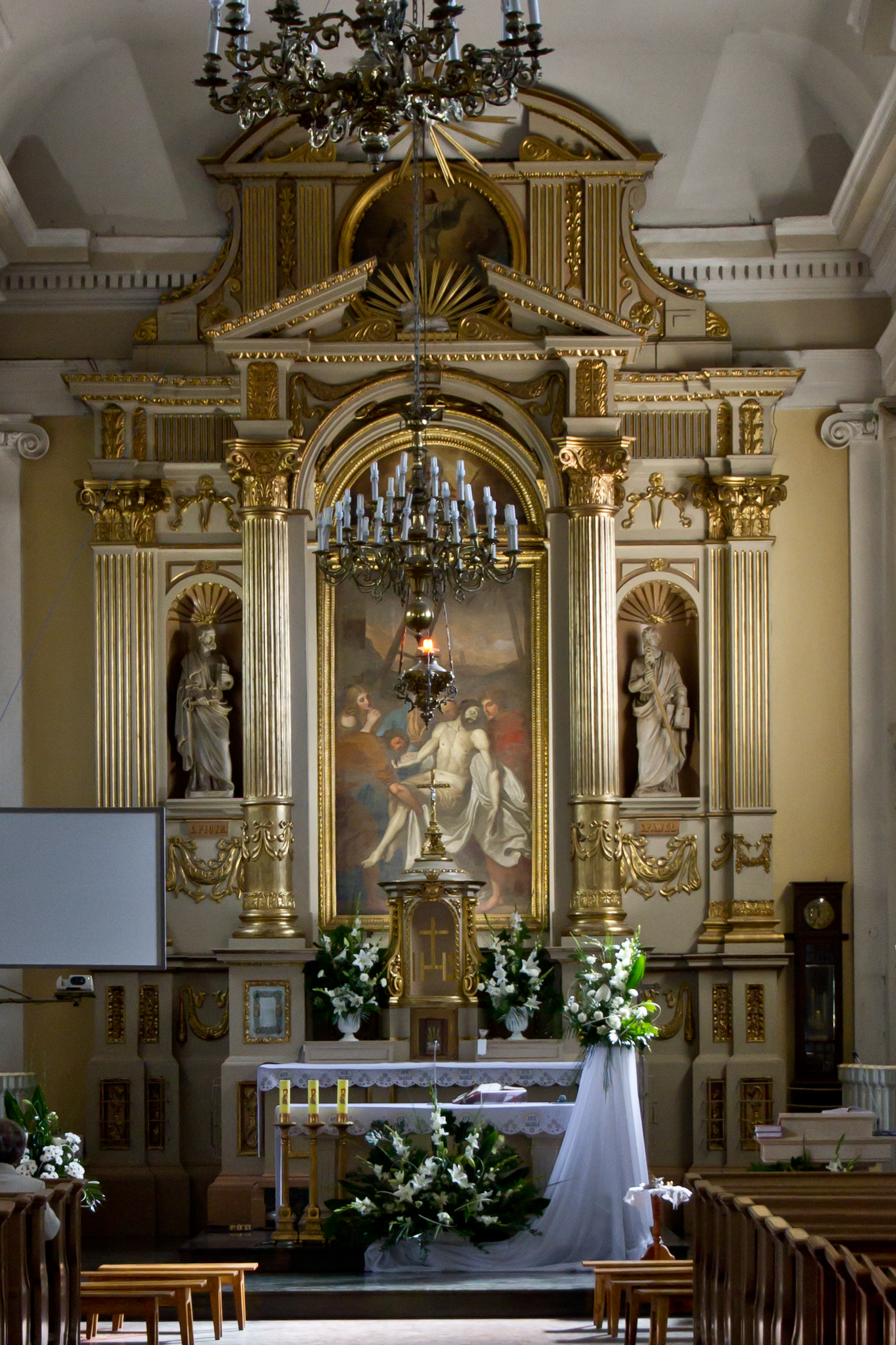
Główny ołtarz